# Groß-Ziethen
Groß-Ziethen este o arie protejată (arie specială de conservare — SAC, sit de importanță comunitară — SCI) din Germania întinsă pe o suprafață de 891,37 ha, integral pe uscat.

## Localizare
Centrul sitului Groß-Ziethen este situat la coordonatele 52°57′01″N 13°51′34″E / 52.9503°N 13.8594°E.

## Înființare
Situl Groß-Ziethen a fost declarat sit de importanță comunitară în septembrie 2000.

## Biodiversitate
Situată în ecoregiunea continentală, aria protejată conține 2 habitate naturale: Pajiști calcaroase din nisipuri xerice, Fânețe de joasă altitudine (Alopecurus pratensis, Sanguisorba officinalis).
La baza desemnării sitului se află mai multe specii protejate:
- amfibieni (2): buhai de baltă cu burta roșie (Bombina bombina), triton cu creastă (Triturus cristatus)
- mamifere (2): castor (Castor fiber), vidră de râu (Lutra lutra)

Pe lângă speciile protejate, pe teritoriul sitului au mai fost identificate 1 specie de amfibieni.